# Balthasar Otto Flesche
Balthasar Otto Flesche (* um 1712 in Stargard in Pommern; † 1750) war ein deutscher Jurist, zuletzt Bürgermeister und städtischer Landrat in seiner Heimatstadt Stargard.
Er studierte ab 1728 an der Universität Leipzig, dann ab 1730 an der Universität Halle. Nach Abschluss seines Studiums wurde er noch im Jahre 1730 Assessor am Schöppenstuhl zu Stargard und erhielt den Titel eines Hofrates. 1732 wurde er Hofgerichtsrat.
1737 wurde er Bürgermeister von Stargard, später zugleich städtischer Landrat. Er übte diese Ämter bis zu seinem Tode im Jahre 1750 aus.
Sein Sohn Friedrich Ludwig Flesche wurde Direktor der Preußischen Oberrechnungskammer.